# 佳能 EOS 5D Mark III
佳能 EOS 5D Mark III是佳能的一款全画幅单镜反光相机，具有一块2230万象素的CMOS感光元件。佳能宣布将于2012年3月2日正式发布该产品。

## 與5D II的對比
- 兩千兩百一十萬像素（5760 x 3840）——5D II為兩千一百萬像素（5616 x 3744）
- DIGIC 5+圖像處理器——5D II使用DIGIC 4
- ISO範圍為100-102,400——5D II為50-25,600
- 6張每秒的連拍速度——5D II為3.9fps
- 61點對焦系統——5D II為9點
- 測光區63區分區測光——5D II為35區
- 曝光補償為+-5EV——5D II為+-2EV
- 100％取景器視野範圍，0.71x放大率——5D II為98％
- 3.2英吋（81毫米）LCD（1040,000像素，VGA規格）——5D II為3英吋（76毫米）
- 對焦的範圍從-0.5EV提升到-2EV
- CF、SD雙卡支持——5D II為CF
- 點測光1.5%——5D II為3.5%
- 拍攝錄影長度無限制——5D II為最多拍攝4GB容量檔案